# Liste von Bergen und Erhebungen in Nordrhein-Westfalen

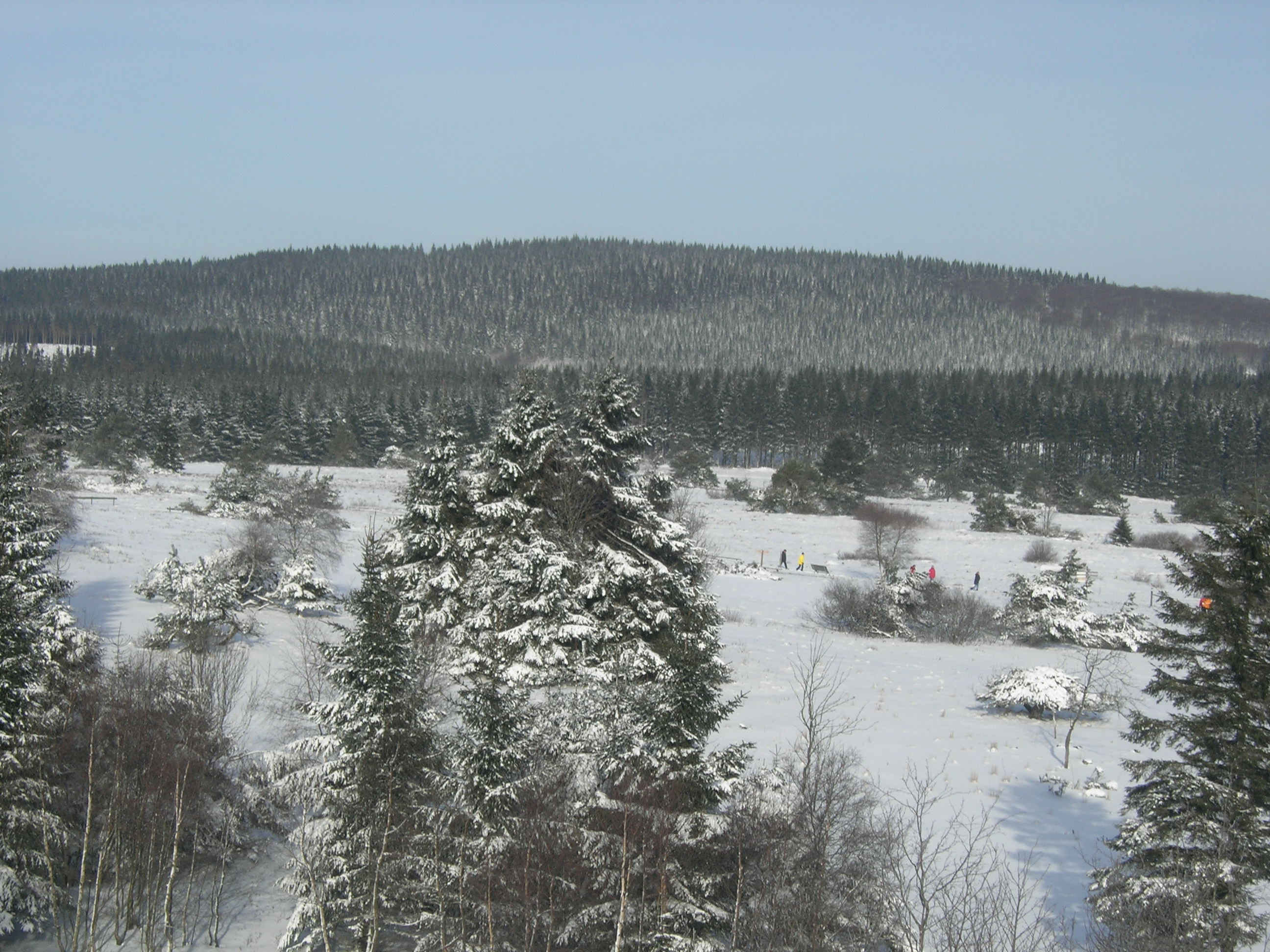
Langenberg im Rothaargebirge, höchster Berg von Nordrhein-Westfalen; Blick vom Clemensberg

Die Liste von Bergen und Erhebungen in Nordrhein-Westfalen zeigt eine Auswahl von Bergen und Erhebungen sowie deren Ausläufern im deutschen Bundesland Nordrhein-Westfalen – sortiert nach Höhe in Meter (m) über Normalhöhennull (NHN).

## Höchste Berge nordrhein-westfälischer Regierungsbezirke
In folgender Tabelle ist der/die jeweils höchste Berg/Stelle der fünf nordrhein-westfälischen Regierungsbezirke aufgeführt.
Durch Klick auf das in der Spalte „Bergliste“ stehende Wort „Liste“ gelangt man zu einer solchen mit weiteren Bergen der jeweiligen Landschaft (teils auch außerhalb Nordrhein-Westfalens). Die in der Ausgangsansicht nach Höhe sortierte Tabelle ist durch Klick auf die Symbole bei den Spaltenüberschriften sortierbar.
| Höchster Berg     | Höhe (m) | Landschaft         | Berg- liste | Regierungsbezirk |
| ----------------- | -------- | ------------------ | ----------- | ---------------- |
| Langenberg        | 843,2    | Rothaargebirge     | Liste       | Arnsberg         |
| Weißer Stein      | 690,0    | Eifel (Zitterwald) | Liste       | Köln             |
| Köterberg         | 495,8    | Weserbergland      | Liste       | Detmold 1        |
| Brodtberg         | 379,0    | Bergisches Land    | ---         | Düsseldorf       |
| Westerbecker Berg | 236,0    | Teutoburger Wald   | Liste       | Münster          |

## Höchste Berge nordrhein-westfälischer Landschaften
In folgender Tabelle ist der/die jeweils höchste Berg/Erhebung von nordrhein-westfälischen Landschaften aufgeführt.
In der Spalte Landschaft sind großflächige bzw. hohe Mittelgebirge fett und Landschaften, die keinen lokalen Höhenschwerpunkt haben oder Talsenken darstellen, deren (teils inselartige) Erhebungen aber Dominanz aufweisen, kursiv geschrieben. Durch Klick auf das (zumeist) in der Spalte „Bergliste“ stehende Wort „Liste“ gelangt man zu einer solchen (teils auch in Fließtextform) mit weiteren Bergen der jeweiligen Landschaft oder deren Region (teils auch außerhalb von Nordrhein-Westfalen). 
Die in der Ausgangsansicht nach Höhe sortierte Tabelle ist durch Klick auf die Symbole bei den Spaltenüberschriften sortierbar.

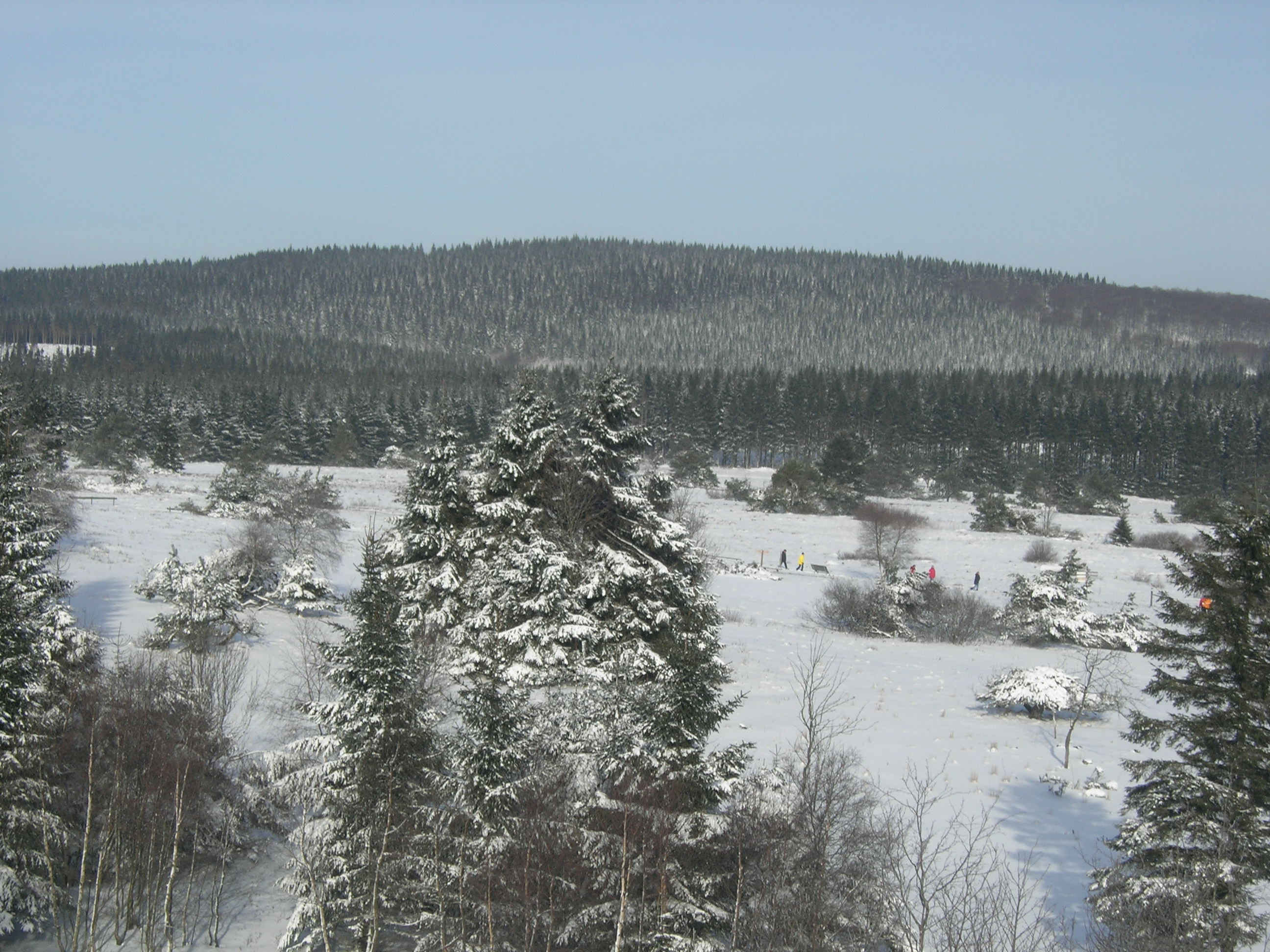
Langenberg (Rothaargebirge)

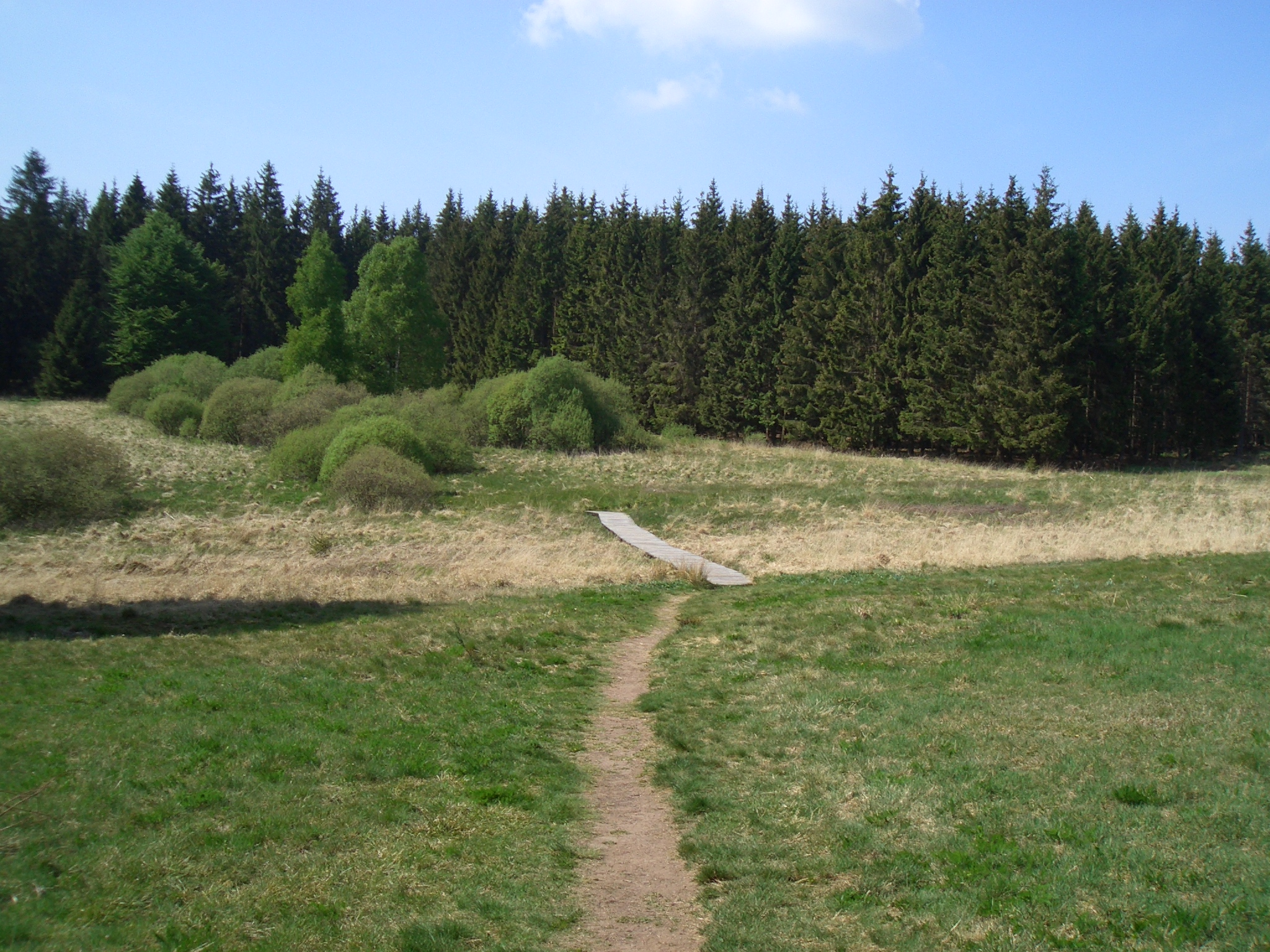
Weißer Stein (Eifel; Zitterwald)

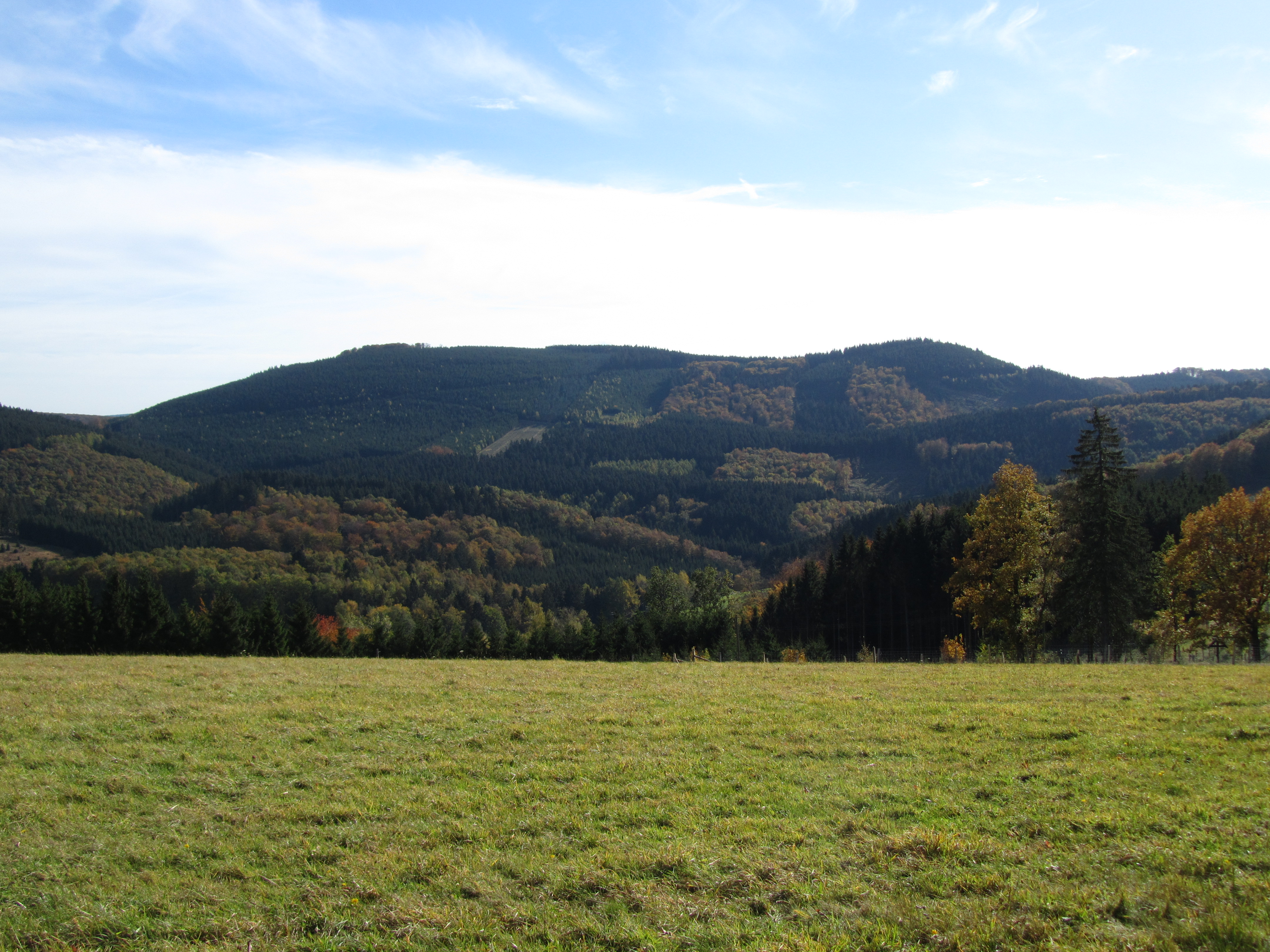
Himberg (Saalhauser Berge)

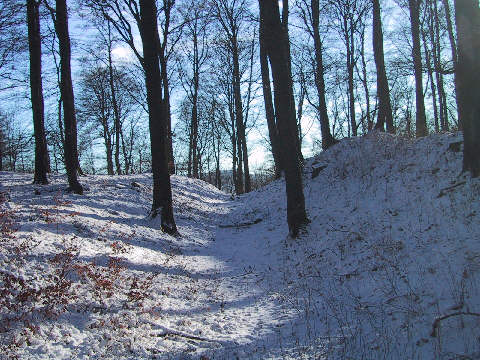
Borberg (Briloner Höhen)

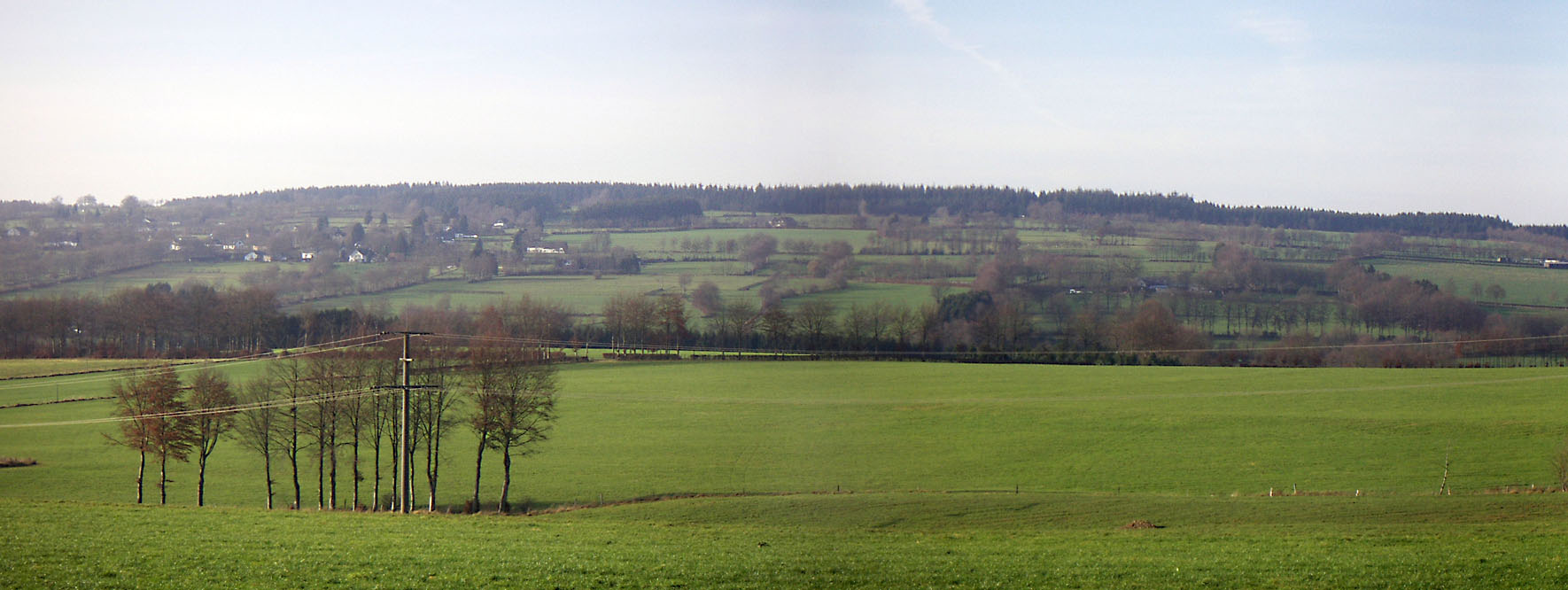
Steling (Eifel; Rureifel)

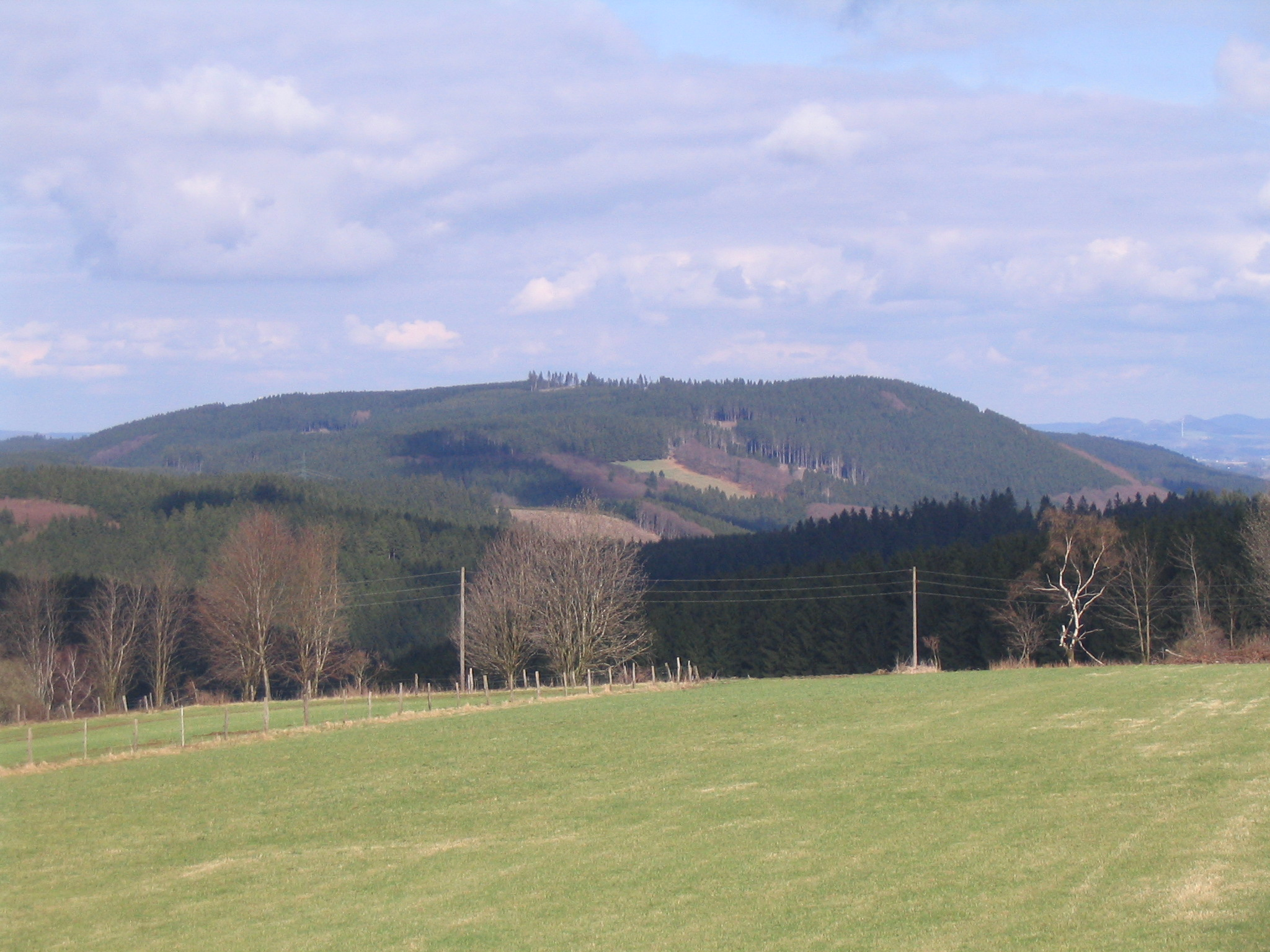
Homert (Lennegebirge)

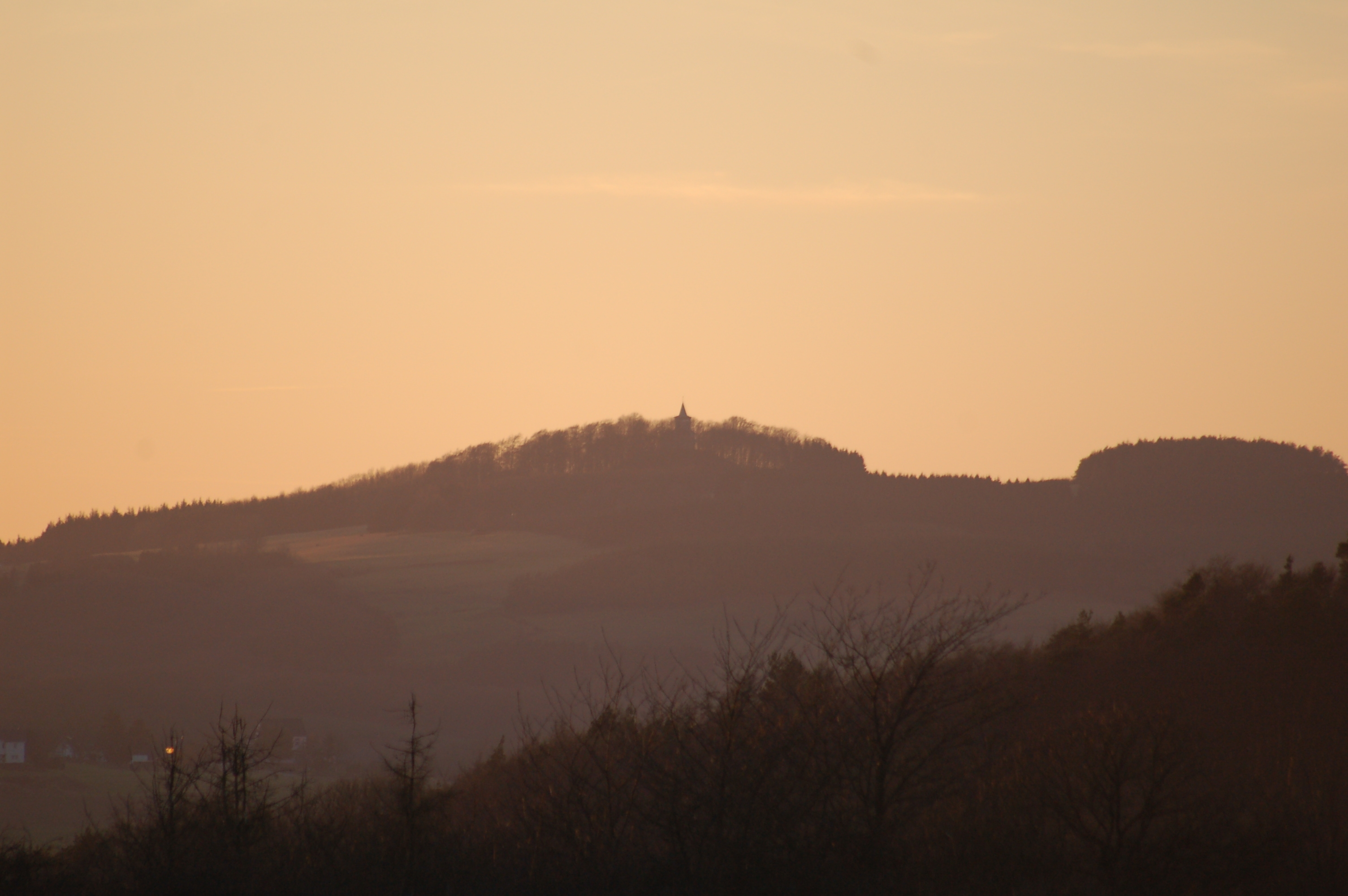
Michelsberg (Eifel; Ahrgebirge)

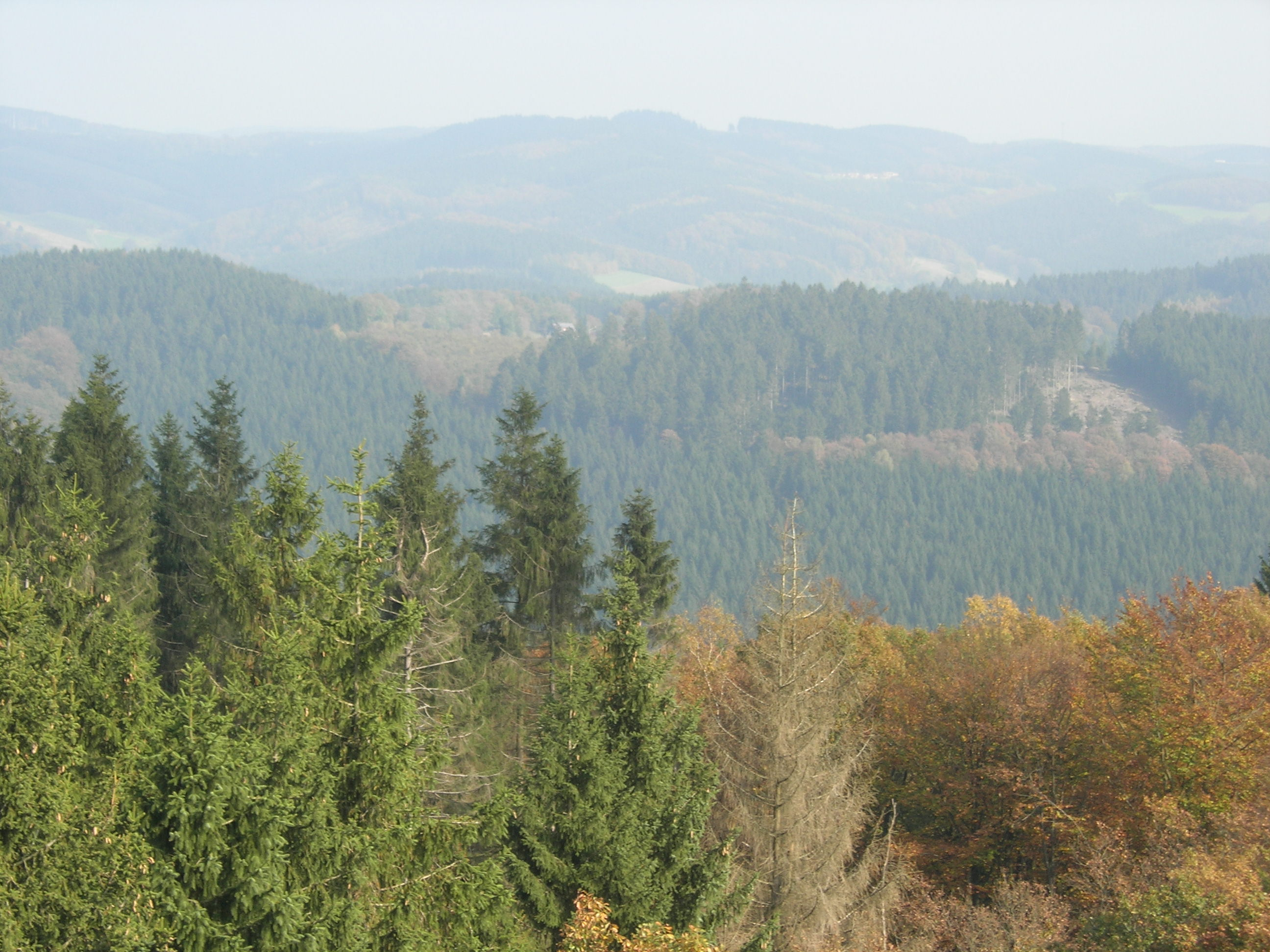
Homert (Bergisches Land)

→ siehe auch: Liste der naturräumlichen Einheiten in Nordrhein-Westfalen
| Berg / Erhebung                         | Höhe (m) | Landschaft                 | Berg- liste | Landkreis/e (ggfs. Bundesländer) kreisfreie Stadt                                                |
| --------------------------------------- | -------- | -------------------------- | ----------- | ------------------------------------------------------------------------------------------------ |
| Langenberg                              | 843,2    | Rothaargebirge             | Liste       | Hochsauerlandkreis (Nordrhein-Westfalen) Landkreis Waldeck-Frankenberg Hessen                    |
| Weißer Stein                            | 690,0    | Eifel (Zitterwald)         | Liste ---   | Euskirchen                                                                                       |
| Himberg                                 | 688,5    | Saalhauser Berge           | Liste       | Hochsauerland, Olpe                                                                              |
| Borberg                                 | 670,2    | Briloner Höhen             | Liste       | Hochsauerland                                                                                    |
| Nordhelle Ebbegebirge                   | 662,7    | Ebbegebirge                | Liste       | Märkischer Kreis                                                                                 |
| Steling                                 | 658,3    | Rureifel Teil der Eifel    | --- Liste   | Städteregion Aachen                                                                              |
| Homert Lennegebirge                     | 656,1    | Lennegebirge               | Liste       | Hochsauerland                                                                                    |
| Nenkersberg                             | 610,3    | Westerwald                 | Liste       | Siegen-Wittgenstein                                                                              |
| Michelsberg                             | 586,1    | Ahrgebirge Teil der Eifel  | Liste       | Euskirchen                                                                                       |
| Langschoß                               | 585,2    | Hürtgenwald Teil der Eifel | --- Liste   | Städteregion Aachen                                                                              |
| Plackweghöhe                            | 581,5    | Arnsberger Wald            | Liste       | Soest                                                                                            |
| namenlose Kuppe                         | 527,8    | Kermeter Teil der Eifel    | Liste       | Euskirchen                                                                                       |
| Homert Oberbergischer Kreis             | 519,0    | Bergisches Land            | ---         | Oberbergischer Kreis                                                                             |
| Köterberg (Monte Bello) (Monte Wau-Wau) | 495,8    | Weserbergland              | Liste       | Kreis Lippe (Nordrhein-Westfalen), Kreis Höxter (Nordrhein-Westfalen) Holzminden (Niedersachsen) |
| Preußischer Velmerstot                  | 468,0    | Eggegebirge                | Liste       | Kreis Höxter                                                                                     |
| Großer Ölberg                           | 460,7    | Siebengebirge              | Liste       | Rhein-Sieg                                                                                       |
| Karpkeberg                              | 456,2    | Sintfeld                   | Liste       | Hochsauerland                                                                                    |
| Barnacken                               | 446,4    | Teutoburger Wald           | Liste       | Lippe                                                                                            |
| Wengeberg                               | 441,0    | Ruhrgebiet                 | ---         | Ennepe-Ruhr                                                                                      |
| Spitze Warte                            | 390,6    | Haarstrang                 | ---         | Soest                                                                                            |
| Desenberg                               | 343,2    | Warburger Börde            | ---         | Höxter                                                                                           |
| Heidbrink                               | 319,6    | Wiehengebirge              | Liste       | Minden-Lübbecke                                                                                  |
| Sophienhöhe (Kippe am Tagebau Hambach)  | 301,8    | Jülich-Zülpicher Börde     | ---         | Düren                                                                                            |
| Burggrafenberg                          | 282,8    | Staatsforst Burgholz       | Liste       | Solingen (kreisfreie Stadt) Wuppertal (kreisfreie Stadt)                                         |
| Auf dem Heil                            | 273,8    | Ardeygebirge               | Liste       | Ennepe-Ruhr                                                                                      |
| Glessener Höhe (Kippe ehem. Tagebaue)   | 209,0    | Ville                      | Liste       | Rhein-Erft                                                                                       |
| Westerberg Baumberge (Westerather Berg) | 187,6    | Baumberge                  | Liste       | Coesfeld                                                                                         |
| Kollwesshöh                             | 181,4    | Stemweder Berg             | Liste       | Minden-Lübbecke                                                                                  |
| Mackenberg                              | 174,4    | Beckumer Berge             | Liste       | Warendorf                                                                                        |
| Stimberg                                | 156,9    | Haard                      | Liste       | Recklinghausen                                                                                   |
| Waldbeerenberg                          | 145,9    | Hohe Mark                  | Liste       | Recklinghausen                                                                                   |
| Melchenberg                             | 133,8    | Rekener Berge              | Liste       | Coesfeld, Borken                                                                                 |
| Fischberg                               | 133,3    | Borkenberge                | Liste       | Recklinghausen                                                                                   |
| Tannenbültenberg                        | 107,4    | Die Berge                  | Liste       | Borken                                                                                           |
| Klever Berg                             | 106,0    | Niederrheinische Höhen     | Liste       | Kleve                                                                                            |

## Berge im gesamten Nordrhein-Westfalen
| Name                                 | Höhe     | Landkreis/kreisfreie Stadt Gipfellage | Landschaft                       | Weitere Angaben zur Lage                                     | Anmerkungen                              |
| ------------------------------------ | -------- | ------------------------------------- | -------------------------------- | ------------------------------------------------------------ | ---------------------------------------- |
| Langenberg                           | 843,2 m  | Hochsauerlandkreis                    | Sauerland / Rothaargebirge       | auch Hessen Landkreis Waldeck-Frankenberg                    |                                          |
| Kahler Asten                         | 841,9 m  | Hochsauerlandkreis                    | Sauerland / Rothaargebirge       |                                                              |                                          |
| Clemensberg                          | 837 m    | Hochsauerlandkreis                    | Sauerland / Rothaargebirge       |                                                              | ungefähre Höhenangabe                    |
| Hopperkopf                           | 832,3 m  | Hochsauerlandkreis                    | Sauerland / Rothaargebirge       | auch Hessen Waldeck-Frankenberg                              |                                          |
| Hunau                                | 817,6 m  | Hochsauerlandkreis                    | Sauerland / Rothaargebirge       |                                                              |                                          |
| Ziegenhelle                          | 815,5 m  | Hochsauerlandkreis                    | Sauerland / Rothaargebirge       |                                                              |                                          |
| Wallershöhe                          | 812 m    | Hochsauerlandkreis                    | Sauerland / Rothaargebirge       |                                                              |                                          |
| Bremberg                             | 809 m    | Hochsauerlandkreis                    | Sauerland / Rothaargebirge       |                                                              |                                          |
| Hoher Eimberg                        | 806,1 m  | Hochsauerlandkreis                    | Sauerland / Rothaargebirge       | auch Hessen Waldeck-Frankenberg                              |                                          |
| Hoppernkopf                          | 805,0 m  | Hochsauerlandkreis                    | Sauerland / Rothaargebirge       | auch Hessen Waldeck-Frankenberg                              |                                          |
| Hillekopf                            | 804,9 m  | Hochsauerlandkreis                    | Sauerland / Rothaargebirge       |                                                              |                                          |
| Gerkenstein                          | 792,7 m  | Hochsauerlandkreis                    | Sauerland / Rothaargebirge       | Winterberg                                                   |                                          |
| Heikersköpfchen                      | 792,4 m  | Hochsauerlandkreis                    | Sauerland / Rothaargebirge       |                                                              |                                          |
| Reetsberg                            | 792,2 m  | Hochsauerlandkreis                    | Sauerland / Rothaargebirge       |                                                              |                                          |
| Nordhelle (Rothaargebirge)           | 792,2 m  | Hochsauerlandkreis                    | Sauerland / Rothaargebirge       |                                                              |                                          |
| Öhrenstein                           | 792,1 m  | Hochsauerlandkreis                    | Sauerland / Rothaargebirge       |                                                              |                                          |
| Schlossberg                          | 790,0 m  | Hochsauerlandkreis                    | Sauerland / Rothaargebirge       |                                                              |                                          |
| Auf dem Sternrodt                    | 789,4 m  | Hochsauerlandkreis                    | Sauerland / Rothaargebirge       |                                                              |                                          |
| Sange                                | 788,1 m  | Hochsauerlandkreis                    | Sauerland / Rothaargebirge       |                                                              |                                          |
| Krutenberg                           | 785,0 m  | Hochsauerlandkreis                    | Sauerland / Rothaargebirge       | auch Hessen Waldeck-Frankenberg                              |                                          |
| Junge Grimme                         | 782 m    | Hochsauerlandkreis                    | Sauerland / Rothaargebirge       |                                                              |                                          |
| Dreiskopf                            | 781 m    | Hochsauerlandkreis                    | Sauerland / Rothaargebirge       | auch Hessen Waldeck-Frankenberg                              |                                          |
| Kappe (Rothaargebirge)               | 776 m    | Hochsauerlandkreis                    | Sauerland / Rothaargebirge       |                                                              |                                          |
| Kahle Pön                            | 775,3 m  | Hochsauerlandkreis                    | Sauerland / Rothaargebirge       | auch Hessen Waldeck-Frankenberg                              |                                          |
| Albrechtsberg                        | 768 m    | Kreis Siegen-Wittgenstein             | Sauerland / Rothaargebirge       |                                                              |                                          |
| Rimberg (Winterberg)                 | 764,5 m  | Hochsauerlandkreis                    | Sauerland / Rothaargebirge       |                                                              |                                          |
| Bollerberg                           | 757 m    | Hochsauerlandkreis                    | Sauerland / Rothaargebirge       |                                                              |                                          |
| Härdler                              | 756 m    | Kreis Olpe                            | Sauerland / Rothaargebirge       |                                                              |                                          |
| Poppenberg                           | 746 m    | Hochsauerlandkreis                    | Sauerland / Rothaargebirge       |                                                              |                                          |
| Bastenberg (Ramsbeck)                | 744,8 m  | Hochsauerlandkreis                    | Sauerland / Rothaargebirge       |                                                              |                                          |
| Kalied                               | 744,7 m  | Hochsauerlandkreis                    | Sauerland / Rothaargebirge       |                                                              |                                          |
| Zwistberg                            | 744 m    | Hochsauerlandkreis                    | Sauerland / Rothaargebirge       | auch Kreis Siegen-Wittgenstein                               |                                          |
| Hohe Hessel                          | 743,6 m  | Kreis Olpe                            | Sauerland / Rothaargebirge       |                                                              |                                          |
| Großer Kopf                          | 740 m    | Kreis Siegen-Wittgenstein             | Sauerland / Rothaargebirge       |                                                              |                                          |
| Auf’m Knoll                          | 738 m    | Hochsauerlandkreis                    | Sauerland / Rothaargebirge       | auch Hessen Waldeck-Frankenberg                              |                                          |
| Herrloh                              | 733 m    | Hochsauerlandkreis                    | Sauerland / Rothaargebirge       |                                                              |                                          |
| Kahlenberg (Brunskappel)             | 732,8 m  | Hochsauerlandkreis                    | Sauerland / Rothaargebirge       |                                                              |                                          |
| Stüppel                              | 732 m    | Hochsauerlandkreis                    | Sauerland / Rothaargebirge       |                                                              |                                          |
| Sperrenberg                          | 725,5 m  | Hochsauerlandkreis                    | Sauerland / Rothaargebirge       |                                                              |                                          |
| Istenberg                            | 721 m    | Hochsauerlandkreis                    | Sauerland / Rothaargebirge       |                                                              |                                          |
| Heidkopf (Olsberg)                   | 715,1 m  | Hochsauerlandkreis                    | Sauerland / Rothaargebirge       |                                                              |                                          |
| Saukopf                              | 715 m    | Hochsauerlandkreis                    | Sauerland / Rothaargebirge       |                                                              |                                          |
| Rimberg (Rarbach)                    | 713,2 m  | Hochsauerlandkreis                    | Sauerland / Rothaargebirge       |                                                              |                                          |
| Kahlenberg (Bad Fredeburg)           | 712,6 m  | Hochsauerlandkreis                    | Sauerland / Rothaargebirge       |                                                              |                                          |
| Kahleberg                            | 711 m    | Hochsauerlandkreis                    | Sauerland / Rothaargebirge       |                                                              |                                          |
| Heidekopf (Hallenberg)               | 703,8 m  | Hochsauerlandkreis                    | Sauerland / Rothaargebirge       |                                                              |                                          |
| Iberg                                | 703,7 m  | Hochsauerlandkreis                    | Sauerland                        |                                                              |                                          |
| Olsberg                              | 703,2 m  | Hochsauerlandkreis                    | Sauerland / Rothaargebirge       |                                                              |                                          |
| Beieck                               | 695 m    | Hochsauerlandkreis                    | Sauerland / Rothaargebirge       |                                                              |                                          |
| Kompass (Rothaargebirge)             | 694,1 m  | Kreis Siegen-Wittgenstein             | Sauerland / Rothaargebirge       |                                                              |                                          |
| Weißer Stein                         | 690 m    | Kreis Euskirchen                      | Eifel / Zitterwald               |                                                              |                                          |
| Himberg                              | 688,5 m  | Hochsauerlandkreis                    | Sauerland / Saalhauser Berge     | auch Kreis Olpe                                              |                                          |
| Ebschloh                             | 686,3 m  | Kreis Siegen-Wittgenstein             | Sauerland / Rothaargebirge       |                                                              |                                          |
| Riemen                               | 677,7 m  | Kreis Siegen-Wittgenstein             | Sauerland / Rothaargebirge       |                                                              |                                          |
| Jagdberg (Netphen)                   | 675,9 m  | Kreis Siegen-Wittgenstein             | Sauerland / Rothaargebirge       |                                                              |                                          |
| Oberste Henn                         | 675,9 m  | Kreis Siegen-Wittgenstein             | Sauerland / Rothaargebirge       |                                                              |                                          |
| Borberg                              | 670,2 m  | Hochsauerlandkreis                    | Sauerland / Briloner Höhen       |                                                              |                                          |
| Milsenberg                           | 669,8 m  | Kreis Olpe                            | Sauerland / Rothaargebirge       |                                                              |                                          |
| Nordhelle (Ebbegebirge)              | 662,7 m  | Märkischer Kreis                      | Sauerland / Ebbegebirge          |                                                              |                                          |
| Westerberg (Rothaargebirge)          | 662,1 m  | Kreis Olpe                            | Sauerland / Rothaargebirge       |                                                              |                                          |
| Kleine Bamicke                       | 659,8 m  | Hochsauerlandkreis                    | Sauerland / Rothaargebirge       |                                                              |                                          |
| Steling                              | 658 m    | Städteregion Aachen                   | Eifel / Rureifel                 |                                                              |                                          |
| Wilzenberg                           | 658 m    | Hochsauerlandkreis                    | Sauerland / Rothaargebirge       |                                                              |                                          |
| Hoher Wald                           | 656,2 m  | Kreis Siegen-Wittgenstein             | Sauerland / Rothaargebirge       |                                                              |                                          |
| Homert (Lennegebirge)                | 656,1 m  | Hochsauerlandkreis                    | Sauerland / Lennegebirge         |                                                              |                                          |
| Giller                               | 653,7 m  | Kreis Siegen-Wittgenstein             | Sauerland / Rothaargebirge       |                                                              |                                          |
| Ederkopf                             | 650,0 m  | Kreis Siegen-Wittgenstein             | Sauerland / Rothaargebirge       |                                                              |                                          |
| Schurenstein                         | 650 m    | Hochsauerlandkreis                    | Sauerland                        |                                                              |                                          |
| Schomberg                            | 647,6 m  | Hochsauerlandkreis                    | Sauerland / Lennegebirge         |                                                              |                                          |
| Eggenkopf                            | 647,3 m  | Kreis Olpe                            | Sauerland / Rothaargebirge       |                                                              |                                          |
| Rehberg                              | 646 m    | Kreis Olpe                            | Sauerland / Ebbegebirge          |                                                              |                                          |
| Aukopf                               | 644,9 m  | Kreis Siegen-Wittgenstein             | Sauerland / Rothaargebirge       |                                                              |                                          |
| Stein                                | 644,0 m  | Kreis Siegen-Wittgenstein             | Sauerland / Rothaargebirge       |                                                              |                                          |
| Jagdberg (Erndtebrück)               | 639,0 m  | Kreis Siegen-Wittgenstein             | Sauerland / Rothaargebirge       |                                                              |                                          |
| Stiegelburg                          | 637,8 m  | Kreis Siegen-Wittgenstein             | Sauerland / Rothaargebirge       |                                                              |                                          |
| Rammelsberg                          | 637,2 m  | Kreis Siegen-Wittgenstein             | Sauerland / Rothaargebirge       |                                                              |                                          |
| Alte Burg                            | 633 m    | Kreis Siegen-Wittgenstein             | Sauerland / Rothaargebirge       |                                                              |                                          |
| Homberg                              | 630 m    | Kreis Siegen-Wittgenstein             | Sauerland / Rothaargebirge       |                                                              |                                          |
| Röhrenspring                         | 629 m    | Hochsauerlandkreis                    | Sauerland / Rothaargebirge       |                                                              |                                          |
| Lahnkopf                             | 624,9 m  | Kreis Siegen-Wittgenstein             | Sauerland / Rothaargebirge       |                                                              |                                          |
| Bilstein                             | 620 m    | Hochsauerlandkreis                    | Sauerland                        |                                                              |                                          |
| Kindelsberg                          | 617,9 m  | Kreis Siegen-Wittgenstein             | Sauerland / Rothaargebirge       |                                                              |                                          |
| Nenkersberg                          | 610,3 m  | Kreis Siegen-Wittgenstein             | Westerwald                       |                                                              |                                          |
| Eisenberg                            | 606 m    | Hochsauerlandkreis                    | Sauerland                        |                                                              |                                          |
| Kuhhelle                             | 602,6 m  | Kreis Olpe                            | Sauerland / Rothaargebirge       |                                                              |                                          |
| Rothenstein                          | 600 m    | Märkischer Kreis                      | Sauerland / Ebbegebirge          |                                                              |                                          |
| Die Burg                             | 594,5 m  | Kreis Siegen-Wittgenstein             | Hellerbergland                   |                                                              |                                          |
| Hohe Bracht                          | 587,9 m  | Kreis Olpe                            |                                  |                                                              |                                          |
| Michelsberg                          | 586,1 m  | Kreis Euskirchen                      | Eifel / Ahrgebirge               |                                                              |                                          |
| Plackweghöhe                         | 581,5 m  | Hochsauerlandkreis                    | Sauerland / Arnsberger Wald      | nahe Meschede Eversberg                                      |                                          |
| Wilde Wiese                          | 580 m    | Hochsauerlandkreis                    | Sauerland / Rothaargebirge       |                                                              |                                          |
| Kalteiche                            | 579,3 m  | Kreis Siegen-Wittgenstein             | Sauerland / Rothaargebirge       |                                                              |                                          |
| Weiße Frau                           | 572 m    | Hochsauerlandkreis                    | Sauerland / Briloner Höhen       |                                                              |                                          |
| Donnerhain                           | 560 m    | Kreis Siegen-Wittgenstein             | Sauerland / Rothaargebirge       |                                                              |                                          |
| Namenlose Bergkuppe                  | 559,5 m  | Hochsauerlandkreis                    | Sauerland / Arnsberger Wald      | nahe Brilon-Esshoff                                          |                                          |
| Namenlose Bergkuppe                  | 557,4 m  | Hochsauerlandkreis                    | Sauerland / Arnsberger Wald      | nahe Mescheder Fernsehturm                                   |                                          |
| Warsteiner Kopf                      | 556,9 m  | Hochsauerlandkreis                    | Sauerland / Arnsberger Wald      |                                                              |                                          |
| Der Griesing                         | 555 m    | Märkischer Kreis                      | Sauerland / Ebbegebirge          |                                                              |                                          |
| Gemeinheitskopf                      | 551,9 m  | Hochsauerlandkreis                    | Sauerland / Arnsberger Wald      |                                                              |                                          |
| Tiefenrother Höhe                    | 551 m    | Kreis Siegen-Wittgenstein             | Sauerland / Rothaargebirge       |                                                              |                                          |
| Namenlose Bergkuppe                  | 550,8 m  | Hochsauerlandkreis                    | Sauerland / Arnsberger Wald      | nahe Meschede bzw. der B55                                   |                                          |
| Niekopf                              | 550,4 m  | Kreis Soest                           | Sauerland / Arnsberger Wald      |                                                              |                                          |
| Ebberg                               | 546,9 m  | Hochsauerlandkreis                    | Sauerland / Arnsberger Wald      |                                                              |                                          |
| Balver Wald                          | 546,2 m  | Märkischer Kreis                      | Sauerland / Rothaargebirge       |                                                              |                                          |
| Ensterknick                          | 543,2 m  | Hochsauerlandkreis                    | Sauerland / Arnsberger Wald      |                                                              |                                          |
| Nuttlarer Höhe                       | 542,2 m  | Hochsauerlandkreis                    | Sauerland / Arnsberger Wald      |                                                              |                                          |
| Homert (Ebbegebirge)                 | 539 m    | Märkischer Kreis                      | Sauerland / Ebbegebirge          |                                                              |                                          |
| Kahler Kopf                          | 539 m    | Märkischer Kreis                      | Sauerland / Ebbegebirge          |                                                              |                                          |
| Knippberg                            | 537,3 m  | Kreis Euskirchen                      | Eifel / Ahrgebirge               |                                                              |                                          |
| Homert (Kreis Olpe)                  | 536,7 m  | Kreis Olpe                            |                                  |                                                              |                                          |
| Heimberg                             | 536 m    | Hochsauerlandkreis                    | Sauerland / Briloner Höhen       |                                                              |                                          |
| Sengenberg                           | 530,4 m  | Kreis Soest                           | Sauerland / Arnsberger Wald      |                                                              |                                          |
| Bornstein                            | 529 m    | Hochsauerlandkreis                    | Sauerland                        |                                                              |                                          |
| Walkersdorfer Berg                   | 526 m    | Kreis Siegen-Wittgenstein             | Sauerland / Rothaargebirge       |                                                              |                                          |
| Wildbretshügel                       | 525 m    | Kreis Euskirchen                      | Eifel / Rureifel                 | Düren                                                        |                                          |
| Wehberg                              | 525 m    | Kreis Soest                           | Sauerland / Arnsberger Wald      |                                                              |                                          |
| Liverhagen                           | 522,6 m  | Hochsauerlandkreis                    | Sauerland / Arnsberger Wald      |                                                              |                                          |
| Moosberg                             | 522,0 m  | Hochsauerlandkreis                    | Sauerland / Arnsberger Wald      |                                                              |                                          |
| Voßstein                             | 521,1 m  | Hochsauerlandkreis                    | Sauerland / Arnsberger Wald      |                                                              | Höhenangabe für nordöstlichsten Kopf     |
| Ziegenberg, Hölzenberg               | 521,1 m  | Kreis Siegen-Wittgenstein             | Sauerland / Rothaargebirge       |                                                              |                                          |
| Hornscheid                           | 519,7 m  | Hochsauerlandkreis                    | Sauerland / Arnsberger Wald      |                                                              |                                          |
| Voßstein                             | 519,7 m  | Hochsauerlandkreis                    | Sauerland / Arnsberger Wald      |                                                              | Höhenangabe für mittleren Kopf           |
| Homert (Oberbergischer Kreis)        | 519,0 m  | Oberbergischer Kreis                  | Bergisches Land                  |                                                              |                                          |
| Silberkuhle                          | 515 m    | Oberbergischer Kreis                  | Bergisches Land                  |                                                              |                                          |
| Greverhagen                          | 514,6 m  | Hochsauerlandkreis                    | Sauerland / Arnsberger Wald      |                                                              |                                          |
| Kopnück                              | 514 m    | Kreis Euskirchen                      | Eifel / Ahrgebirge               |                                                              |                                          |
| Kohlberg                             | 514 m    | Märkischer Kreis                      |                                  |                                                              |                                          |
| Bautenberg                           | 512,9 m  | Kreis Siegen-Wittgenstein             | Sauerland / Rothaargebirge       |                                                              |                                          |
| Voßstein                             | 512,3 m  | Hochsauerlandkreis                    | Sauerland / Arnsberger Wald      |                                                              | Höhenangabe für südwestlichen Kopf       |
| Brandenberg                          | 509,3 m  | Kreis Soest                           | Sauerland / Arnsberger Wald      |                                                              |                                          |
| Ehrensteinsley                       | 507 m    | Städteregion Aachen                   | Eifel / Rureifel                 |                                                              |                                          |
| Unnenberg                            | 506 m    | Oberbergischer Kreis                  | Bergisches Land                  | Marienheide                                                  |                                          |
| Heinberg                             | 504,9 m  | Hochsauerlandkreis                    | Sauerland / Arnsberger Wald      |                                                              |                                          |
| Neuer Berg                           | 504,2 m  | Hochsauerlandkreis                    | Sauerland / Arnsberger Wald      | Kreis Soest                                                  |                                          |
| Wennemer Höhe                        | 503,3 m  | Hochsauerlandkreis                    | Sauerland / Arnsberger Wald      |                                                              |                                          |
| Totenkopf                            | 502,6 m  | Hochsauerlandkreis                    |                                  | bei Marsberg                                                 |                                          |
| Kopf                                 | 500,8 m  | Hochsauerlandkreis                    | Sauerland / Arnsberger Wald      |                                                              |                                          |
| Blumenkopf                           | 500,7 m  | Kreis Soest                           | Sauerland / Arnsberger Wald      |                                                              |                                          |
| Schaaken                             | 500 m    | Hochsauerlandkreis                    | Sauerland / Briloner Höhen       |                                                              |                                          |
| Pfannenberg                          | 499,2 m  | Kreis Siegen-Wittgenstein             | Sauerland / Rothaargebirge       |                                                              |                                          |
| Suhrenberg                           | 498,2 m  | Hochsauerlandkreis                    | Sauerland / Arnsberger Wald      |                                                              |                                          |
| Köterberg Monte Bello, Monte Wau-Wau | 495,8 m  | Kreis Lippe                           | Weserbergland                    | an der Grenze zu Niedersachsen                               |                                          |
| Schälhorn                            | 493 m    | Hochsauerlandkreis                    | Sauerland / Briloner Höhen       |                                                              |                                          |
| Kahlenberg                           | 489 m    | Kreis Soest                           | Sauerland / Arnsberger Wald      |                                                              | siehe Kahlenbergsköpfe                   |
| Schellberg                           | 472 m    | Hochsauerlandkreis                    | Sauerland / Briloner Höhen       |                                                              |                                          |
| Kahlenbergskopf Mitte                | 469 m    | Kreis Soest                           | Sauerland / Arnsberger Wald      |                                                              | siehe Kahlenbergsköpfe                   |
| Wildenberg                           | 468,7 m  | Kreis Siegen-Wittgenstein             | Sauerland / Rothaargebirge       |                                                              |                                          |
| Preußischer Velmerstot               | 468 m    | Kreis Höxter                          | Weserbergland / Eggegebirge      |                                                              |                                          |
| Tüppel                               | 461 m    | Kreis Soest                           | Sauerland / Arnsberger Wald      |                                                              |                                          |
| Großer Ölberg                        | 460 m    | Rhein-Sieg-Kreis                      | Siebengebirge                    |                                                              |                                          |
| Löwenburg                            | 455 m    | Rhein-Sieg-Kreis                      | Siebengebirge                    |                                                              |                                          |
| Schiffenberg                         | 452,6 m  | Kreis Siegen-Wittgenstein             | Sauerland / Rothaargebirge       |                                                              |                                          |
| Hoheloh                              | 451 m    | Hochsauerlandkreis                    | Sindfeld                         |                                                              |                                          |
| Nördlicher Kahlensbergkopf           | 447 m    | Kreis Soest                           | Sauerland / Arnsberger Wald      |                                                              | siehe Kahlenbergsköpfe                   |
| Barnacken                            | 446,4 m  | Kreis Lippe                           | Weserbergland / Teutoburger Wald |                                                              |                                          |
| Elkersberg                           | 443,2 m  | Kreis Siegen-Wittgenstein             | Sauerland / Rothaargebirge       |                                                              |                                          |
| Kleine Rausche                       | 443,1 m  | Kreis Siegen-Wittgenstein             | Sauerland / Rothaargebirge       |                                                              |                                          |
| Hausheide                            | 441,4 m  | Kreis Höxter                          | Weserbergland / Eggegebirge      | Bad Driburg                                                  |                                          |
| Lippischer Velmerstot                | 441,4 m  | Kreis Lippe                           | Weserbergland / Eggegebirge      |                                                              |                                          |
| Wengeberg                            | 441,0 m  | Ennepe-Ruhr-Kreis                     | Ruhrgebiet                       | Breckerfeld                                                  |                                          |
| Wixberg                              | 441,0 m  | Märkischer Kreis                      |                                  |                                                              |                                          |
| Große Rausche                        | 436,9 m  | Kreis Siegen-Wittgenstein             | Sauerland / Rothaargebirge       |                                                              |                                          |
| Hirseberg                            | 433,6 m  | Kreis Paderborn                       | Sindfeld                         |                                                              |                                          |
| Hohlestein                           | 433 m    | Kreis Lippe                           | Weserbergland / Teutoburger Wald |                                                              |                                          |
| Lohrberg                             | 432,8 m  | Rhein-Sieg-Kreis                      | Siebengebirge                    |                                                              |                                          |
| Leyenkopf                            | 431,5 m  | Kreis Siegen-Wittgenstein             | Sauerland / Rothaargebirge       |                                                              |                                          |
| Padberg                              | 426 m    | Kreis Lippe                           | Weserbergland / Teutoburger Wald |                                                              |                                          |
| Küppel                               | 422,6 m  | Hochsauerlandkreis                    | Sauerland / Arnsberger Wald      |                                                              |                                          |
| Langenberg                           | 418 m    | Kreis Lippe                           | Weserbergland / Teutoburger Wald |                                                              |                                          |
| Püsterberg                           | 410 m    | Kreis Soest                           | Sauerland / Arnsberger Wald      |                                                              |                                          |
| Stemberg                             | 402 m    | Kreis Lippe                           | Weserbergland / Teutoburger Wald |                                                              |                                          |
| Burgberg                             | 400,8 m  | Kreis Düren                           | Eifel / Rureifel                 |                                                              |                                          |
| Piusberg                             | 399 m    | Kreis Soest                           | Sauerland / Arnsberger Wald      | Warstein                                                     |                                          |
| Stillenbergskopf                     | 399 m    | Kreis Soest                           | Sauerland / Arnsberger Wald      |                                                              |                                          |
| Markberg                             | 394 m    | Kreis Lippe                           | Weserbergland / Teutoburger Wald |                                                              |                                          |
| Sonnenberg                           | 393,3 m  | Kreis Düren                           | Eifel / Rureifel                 |                                                              |                                          |
| Bielstein                            | 393 m    | Kreis Lippe                           | Weserbergland / Teutoburger Wald |                                                              |                                          |
| Spitze Warte                         | 391 m    | Kreis Soest                           | Sauerland / Haar                 |                                                              |                                          |
| Hoher Schaden                        | 388 m    | Rhein-Sieg-Kreis                      | Westerwald                       |                                                              |                                          |
| Teutberg                             | 386 m    | Kreis Lippe                           | Weserbergland / Teutoburger Wald |                                                              |                                          |
| Heckberg                             | 383 m    | Rhein-Sieg-Kreis                      | Bergisches Land                  |                                                              |                                          |
| Iburg                                | 380 m    | Kreis Höxter                          | Weserbergland / Eggegebirge      | bei Bad Driburg                                              | siehe Iburg (Bad Driburg)                |
| Brodtberg                            | 379,0 m  | Remscheid                             | Bergisches Land                  |                                                              |                                          |
| Hohes Wäldchen                       | 378 m    | Rhein-Sieg-Kreis                      | Bergisches Land                  |                                                              |                                          |
| Stahlseifer Kopf                     | 375,8 m  | Kreis Siegen-Wittgenstein             | Sauerland / Rothaargebirge       |                                                              |                                          |
| Lindenberg                           | 373 m    | Kreis Siegen                          |                                  |                                                              |                                          |
| Butterberg                           | 372 m    | Kreis Soest                           | Sauerland / Arnsberger Wald      |                                                              |                                          |
| Hellerberg                           | 366,9 m  | Kreis Siegen-Wittgenstein             | Sauerland / Rothaargebirge       |                                                              |                                          |
| Hermannsberg, Großer Hermannsberg    | 364 m    | Kreis Lippe                           | Weserbergland / Teutoburger Wald |                                                              |                                          |
| Goldberg (Nutscheid)                 | 361 m    | Rhein-Sieg-Kreis                      |                                  |                                                              |                                          |
| Eisenberg                            | 361 m    | Kreis Soest                           | Sauerland / Arnsberger Wald      |                                                              |                                          |
| Lichtscheid                          | 351 m    | Wuppertal                             |                                  |                                                              |                                          |
| Kleiner Heckberg                     | 348 m    | Rheinisch-Bergischer Kreis            | Bergisches Land                  |                                                              |                                          |
| Wehlhügel                            | 346 m    | Kreis Soest                           | Sauerland / Haar                 |                                                              |                                          |
| Desenberg                            | 343,6 m  | Kreis Höxter                          | Weserbergland / Wiehengebirge    |                                                              |                                          |
| Bonstapel                            | 342 m    | Kreis Herford                         | Weserbergland                    |                                                              |                                          |
| Großer Ehberg                        | 339,6 m  | Kreis Lippe                           | Weserbergland / Teutoburger Wald |                                                              |                                          |
| Nonnenstromberg                      | 335,9 m  | Rhein-Sieg-Kreis                      | Siebengebirge                    |                                                              |                                          |
| Petersberg                           | 335,9 m  | Rhein-Sieg-Kreis                      | Siebengebirge                    |                                                              |                                          |
| Tönsberg                             | 333,4 m  | Kreis Lippe                           | Weserbergland / Teutoburger Wald |                                                              |                                          |
| Scharpenacker Berg                   | 326,3 m  | Wuppertal                             |                                  |                                                              |                                          |
| Wolkenburg                           | 324 m    | Rhein-Sieg-Kreis                      | Siebengebirge                    |                                                              | siehe Burg Wolkenburg                    |
| Vaalserberg                          | 322,50 m | Städteregion Aachen                   |                                  | Dreiländereck Deutschland-Belgien-Niederlande, Aachener Wald |                                          |
| Drachenfels                          | 321 m    | Rhein-Sieg-Kreis                      | Siebengebirge                    |                                                              |                                          |
| Heidbrink                            | 319,6 m  | Kreis Minden-Lübbecke                 | Weserbergland / Wiehengebirge    |                                                              |                                          |
| Wurzelbrink                          | 318 m    | Kreis Minden-Lübbecke                 | Weserbergland / Wiehengebirge    |                                                              |                                          |
| Selbachsberg                         | 318 m    | Rhein-Sieg-Kreis                      | Bergisches Land                  | Nutscheid                                                    |                                          |
| Hengeberg                            | 316 m    | Kreis Gütersloh                       | Weserbergland / Teutoburger Wald |                                                              |                                          |
| Kniebrink                            | 315 m    | Kreis Minden-Lübbecke                 | Weserbergland / Wiehengebirge    |                                                              |                                          |
| Große Egge                           | 312 m    | Kreis Gütersloh                       | Weserbergland / Teutoburger Wald |                                                              |                                          |
| Ebberg / Eiserner Anton              | 309 m    | Bielefeld                             | Weserbergland / Teutoburger Wald |                                                              |                                          |
| Hankenüll                            | 307 m    | Kreis Gütersloh                       | Weserbergland / Teutoburger Wald |                                                              |                                          |
| Bußberg                              | 306 m    | Bielefeld                             | Weserbergland / Teutoburger Wald |                                                              |                                          |
| Hollandskopf                         | 306 m    | Kreis Gütersloh                       | Weserbergland / Teutoburger Wald |                                                              |                                          |
| Teutberg                             | 305,3 m  | Kreis Lippe                           |                                  |                                                              |                                          |
| Hünenburg                            | 302 m    | Bielefeld                             | Weserbergland / Teutoburger Wald |                                                              | siehe Hünenburg bei Bielefeld            |
| Sophienhöhe                          | 301,8 m  | Kreis Düren                           | Jülich-Zülpicher Börde           |                                                              | Kippe des Tabebau Hambach                |
| Wittekindsberg                       | 294 m    | Kreis Minden-Lübbecke                 | Weserbergland / Wiehengebirge    | Porta Westfalica (Weserdurchbruch)                           |                                          |
| Altes Verbrenn                       | 291,1 m  | Kreis Minden-Lübbecke                 | Weserbergland / Wiehengebirge    |                                                              |                                          |
| Johannisegge                         | 291 m    | Kreis Gütersloh                       | Weserbergland / Teutoburger Wald |                                                              |                                          |
| Nettelstedter Berg                   | 289 m    | Kreis Minden-Lübbecke                 | Weserbergland / Wiehengebirge    |                                                              |                                          |
| Namenlose Bergkuppe                  | 285,8 m  | Kreis Soest                           | Sauerland / Arnsberger Wald      |                                                              |                                          |
| Burggrafenberg                       | 282,8 m  | Wuppertal                             | Staatsforst Burgholz             |                                                              |                                          |
| Auf dem Heil                         | 274,5 m  | Ennepe-Ruhr-Kreis                     | Ardeygebirge                     |                                                              |                                          |
| Nonnenstein                          | 273,6 m  | Kreis Minden-Lübbecke und Herford     | Weserbergland / Wiehengebirge    | liegt exakt auf Grenze der Landkreise                        |                                          |
| Raffenberg                           | 273 m    | Hagen                                 |                                  |                                                              | siehe Raffenburg                         |
| Arenberg                             | 269 m    | Ennepe-Ruhr-Kreis                     |                                  |                                                              |                                          |
| Lousberg                             | 264 m    | Städteregion Aachen                   |                                  |                                                              |                                          |
| Lüderich                             | 260,2 m  | Rheinisch-Bergischer Kreis            |                                  |                                                              |                                          |
| Klusenberg                           | 254 m    | Dortmund                              | Ardeygebirge                     |                                                              |                                          |
| Syberg                               | 244 m    | Dortmund                              | Ardeygebirge                     |                                                              |                                          |
| Höstreichberg                        | 243 m    | Ennepe-Ruhr-Kreis                     |                                  |                                                              |                                          |
| Dornberg                             | 240,1 m  | Kreis Herford                         |                                  |                                                              |                                          |
| Böllberg                             | 236 m    | Ennepe-Ruhr-Kreis                     |                                  |                                                              |                                          |
| Höhensteine                          | 236 m    | Rhein-Sieg-Kreis                      | Leuscheid                        |                                                              |                                          |
| Westerbecker Berg                    | 236 m    | Kreis Steinfurt                       | Weserbergland / Teutoburger Wald |                                                              |                                          |
| Frohnberg                            | 234 m    | Kreis Mettmann                        | Bergisches Land                  |                                                              |                                          |
| Harkortberg                          | 232 m    | Ennepe-Ruhr-Kreis                     | Ardeygebirge                     |                                                              |                                          |
| Goldberg                             | 226 m    | Hagen                                 |                                  |                                                              |                                          |
| Glessener Höhe                       | 209 m    | Rhein-Erft-Kreis                      | Ville                            |                                                              |                                          |
| Halde Oberscholven                   | 201,8 m  | Gelsenkirchen                         |                                  |                                                              | Bergehalde                               |
| Homberg                              | 201,2 m  | Kreis Herford                         |                                  |                                                              |                                          |
| Ibbenbüren-Dickenberg                | 201 m    | Kreis Steinfurt                       |                                  | Ibbenbüren                                                   | Natürlicher Berg durch Bergehalde erhöht |
| Johannisberg (Teutoburger Wald)      | 197,0 m  | Bielefeld                             | Weserbergland / Teutoburger Wald |                                                              |                                          |
| Ichenberg                            | 190 m    | Städteregion Aachen                   |                                  |                                                              |                                          |
| Westerberg (Baumberge)               | 188,7 m  | Kreis Coesfeld                        | Baumberge                        |                                                              |                                          |
| Vollrather Höhe                      | 187 m    | Rhein-Kreis Neuss                     |                                  | Grevenbroich                                                 | Abraumhalde                              |
| Kaisberg                             | 185 m    | Hagen                                 |                                  |                                                              |                                          |
| Brasberg                             | 185 m    | Ennepe-Ruhr-Kreis                     |                                  |                                                              |                                          |
| Stever Berge                         | 182 m    | Kreis Coesfeld                        | Baumberge                        |                                                              |                                          |
| Kollwesshöh                          | 181,4 m  | Kreis Minden-Lübbecke                 | Stemmer Berge                    |                                                              |                                          |
| Scharfer Berg                        | 180,1 m  | Kreis Minden-Lübbecke                 | Stemmer Berge                    |                                                              |                                          |
| Ibbenbürener Bergplatte (Schafberg)  | 176,1 m  | Kreis Steinfurt                       |                                  |                                                              |                                          |
| Mühlenberg                           | 175 m    | Rhein-Sieg-Kreis                      |                                  | Allner/Happerschoß                                           |                                          |
| Mackenberg                           | 174,4 m  | Kreis Warendorf                       | Beckumer Berge                   |                                                              |                                          |
| Schlichter Brink                     | 170 m    | Kreis Minden-Lübbecke                 | Stemmer Berge                    |                                                              | ungefähre Höhenangabe                    |
| Rauher Berg                          | 167,8 m  | Kreis Minden-Lübbecke                 | Stemmer Berge                    |                                                              |                                          |
| Rennenberg                           | 164,10 m | Rhein-Sieg-Kreis                      |                                  | Ruppichteroth                                                |                                          |
| Wegmannsberg                         | 160,5 m  | Kreis Minden-Lübbecke                 | Stemmer Berge                    |                                                              |                                          |
| Dörenther Klippen                    | 159 m    | Kreis Steinfurt                       | Weserbergland / Teutoburger Wald |                                                              |                                          |
| Kalwes                               | 158,8 m  | Bochum                                |                                  |                                                              |                                          |
| Schöppinger Berg                     | 157,6 m  | Kreis Borken                          |                                  |                                                              |                                          |
| Stimberg                             | 156,9 m  | Kreis Recklinghausen                  | Haard                            |                                                              |                                          |
| Halde Großes Holz                    | 150 m    | Kreis Unna                            |                                  |                                                              | Bergehalde                               |
| Kahler Hügel                         | 146,4 m  | Kreis Minden-Lübbecke                 | Stemmer Berge                    |                                                              |                                          |
| Waldbeerenberg                       | 145,9 m  | Kreis Recklinghausen                  | Hohe Mark                        |                                                              |                                          |
| Junger Berg                          | 145 m    | Kreis Minden-Lübbecke                 | Stemmer Berge                    |                                                              | ungefähre Höhenangabe                    |
| Dorenberg                            | 140,3 m  | Kreis Minden-Lübbecke                 | Stemmer Berge                    |                                                              |                                          |
| Rennberg                             | 138 m    | Kreis Recklinghausen                  | Haard                            |                                                              | ungefähre Höhenangabe                    |
| Farnberg                             | 136,4 m  | Kreis Recklinghausen                  | Haard                            |                                                              |                                          |
| Bergelerberg                         | 136 m    | Kreis Warendorf                       | Beckumer Berge                   |                                                              |                                          |
| Granatsberg                          | 135 m    | Kreis Recklinghausen                  | Hohe Mark                        |                                                              |                                          |
| Melchenberg                          | 133,8 m  | Kreis Coesfeld                        | Hohe Mark / Rekener Berge        |                                                              |                                          |
| Fischberg                            | 133,3 m  | Kreis Recklinghausen                  | Borkenberge                      |                                                              |                                          |
| Ostenberg                            | 127,4 m  | Kreis Minden-Lübbecke                 | Stemmer Berge                    |                                                              |                                          |
| Halde Haniel                         | 126 m    | Bottrop                               |                                  |                                                              | Bergehalde                               |
| Weseler Berg                         | 126 m    | Kreis Recklinghausen                  | Haard                            |                                                              |                                          |
| Dachsberg                            | 123 m    | Kreis Recklinghausen                  | Haard                            |                                                              |                                          |
| Galgenberg                           | 123 m    | Kreis Recklinghausen                  | Hohe Mark                        |                                                              |                                          |
| Michaelsberg                         | 118 m    | Rhein-Sieg-Kreis                      |                                  |                                                              |                                          |
| Stuckenberg                          | 118 m    | Kreis Unna                            |                                  | Massen                                                       |                                          |
| Monte Troodelöh                      | 118 m    | Köln                                  |                                  | Königsforst                                                  |                                          |
| Wolsberge                            | 109 m    | Rhein-Sieg-Kreis                      |                                  |                                                              |                                          |
| Maiberg                              | 109 m    | Kreis Borken                          | Hohe Mark                        |                                                              |                                          |
| Tannenbültenberg                     | 107,4 m  | Kreis Borken                          | Hohe Mark / Die Berge            |                                                              |                                          |
| Hammerberg                           | 106 m    | Kreis Recklinghausen                  | Haard                            |                                                              |                                          |
| Hünsberg                             | 106,0 m  | Kreis Coesfeld                        |                                  |                                                              |                                          |
| Klever Berg                          | 106 m    | Kreis Kleve                           | Niederrheinische Höhen           |                                                              |                                          |
| Kibitzberg                           | 104,0 m  | Kreis Recklinghausen                  | Haard                            |                                                              |                                          |
| Abendberg                            | 103 m    | Kreis Minden-Lübbecke                 | Stemmer Berge                    |                                                              | ungefähre Höhenangabe                    |
| Kurricker Berg                       | 102 m    | Hamm                                  |                                  | Bockum-Hövel                                                 |                                          |
| Halde Norddeutschland                | 102 m    | Kreis Wesel                           |                                  | Neukirchen-Vluyn                                             | Bergehalde                               |
| Wehdemer Klei                        | 98,1 m   | Kreis Minden-Lübbecke                 | Stemmer Berge                    |                                                              |                                          |
| Dielinger Klei                       | 91,7 m   | Kreis Minden-Lübbecke                 | Stemmer Berge                    |                                                              |                                          |
| Süchtelner Höhen                     | 90,7 m   | Kreis Viersen                         |                                  |                                                              |                                          |
| Inrather Berg                        | 87 m     | Krefeld                               |                                  |                                                              |                                          |
| Kaiserberg                           | 78 m     | Duisburg                              |                                  |                                                              |                                          |
| Kapuzinerberg                        | 77 m     | Krefeld                               |                                  |                                                              |                                          |
| Fürstenberg                          | 75 m     | Kreis Wesel                           | Niederrheinische Höhen           | Xanten                                                       |                                          |
| Alsumer Berg                         | 70 m     | Duisburg                              |                                  |                                                              |                                          |
| Oermter Berg                         | 68 m     | Kreis Kleve                           | Niederrheinische Höhen           | zwischen Rheurdt und Issum                                   |                                          |
| Hülser Berg                          | 63 m     | Krefeld                               | Niederrheinische Höhen           |                                                              |                                          |
| Paulsberg                            | 59 m     | Uedem                                 | Niederrheinische Höhen           |                                                              |                                          |